# Tatiana Sergueïevna Kourtoukova
Tatiana Sergueïevna Kourtoukova (Makeïeva) (Татьяна Сергеевна Куртукова), née le 9 septembre 1993 à Khabarovsk en Russie, est une chanteuse russe, auteure-compositrice, actrice et pédagogue, interprète de chansons folkloriques russes et de chansons d'auteur,. Elle devient célèbre grâce à son single « Matouchka »,.

## Biographie

### Jeunesse
Elle naît le 9 septembre 1993 à Khabarovsk. Sa mère est politologue de formation, et son père est ingénieur. Pendant son enfance, elle déménage avec ses parents à Penza, qu'elle considère comme sa ville natale.
À l'âge de quatre ans, elle commence son apprentissage à l'école d'art pour enfants « Lyra » dans un programme de piano. Par la suite, elle suit également une formation en folklore. Après avoir terminé l'école de musique, elle s'inscrit au Collège des arts de Penza dans la spécialité « Direction chorale », avec la qualification de « chef de chœur et de collectif créatif, enseignante des disciplines chorales, artiste de chœur et d'ensemble ».
En 2012, elle entre à l'Institut national de pédagogie musicale M. M. Ippolitov-Ivanov à Moscou, où elle poursuit ses études au département de préparation vocale, chorale et de direction dans la section « Chant folklorique ».
En 2016, elle obtient un diplôme de licence avec la spécialité « Interprète de concert. Soliste d'ensemble. Enseignante ». Après avoir terminé ses études à l'Institut Ippolitov-Ivanov, elle commence à enseigner au Collège des arts de Penza tout en poursuivant ses études à l'Université d'État de Penza, où elle obtient un master en « Psychologue-pédagogue ».

### Activité pédagogique
Elle enseigne au Collège des arts de Penza : au département théâtral, elle enseigne la technique vocale, puis des disciplines théoriques, parmi lesquelles « Mise en musique de spectacles » et « Culture artistique populaire »,. Elle se produit avec le groupe folklorique « Plamen’ » et travaille au théâtre « Revolver ».
Elle enseigne également la technique vocale et joue le rôle d'illustratrice musicale au Théâtre de la jeunesse de Moscou « Revolver ».

### Carrière musicale

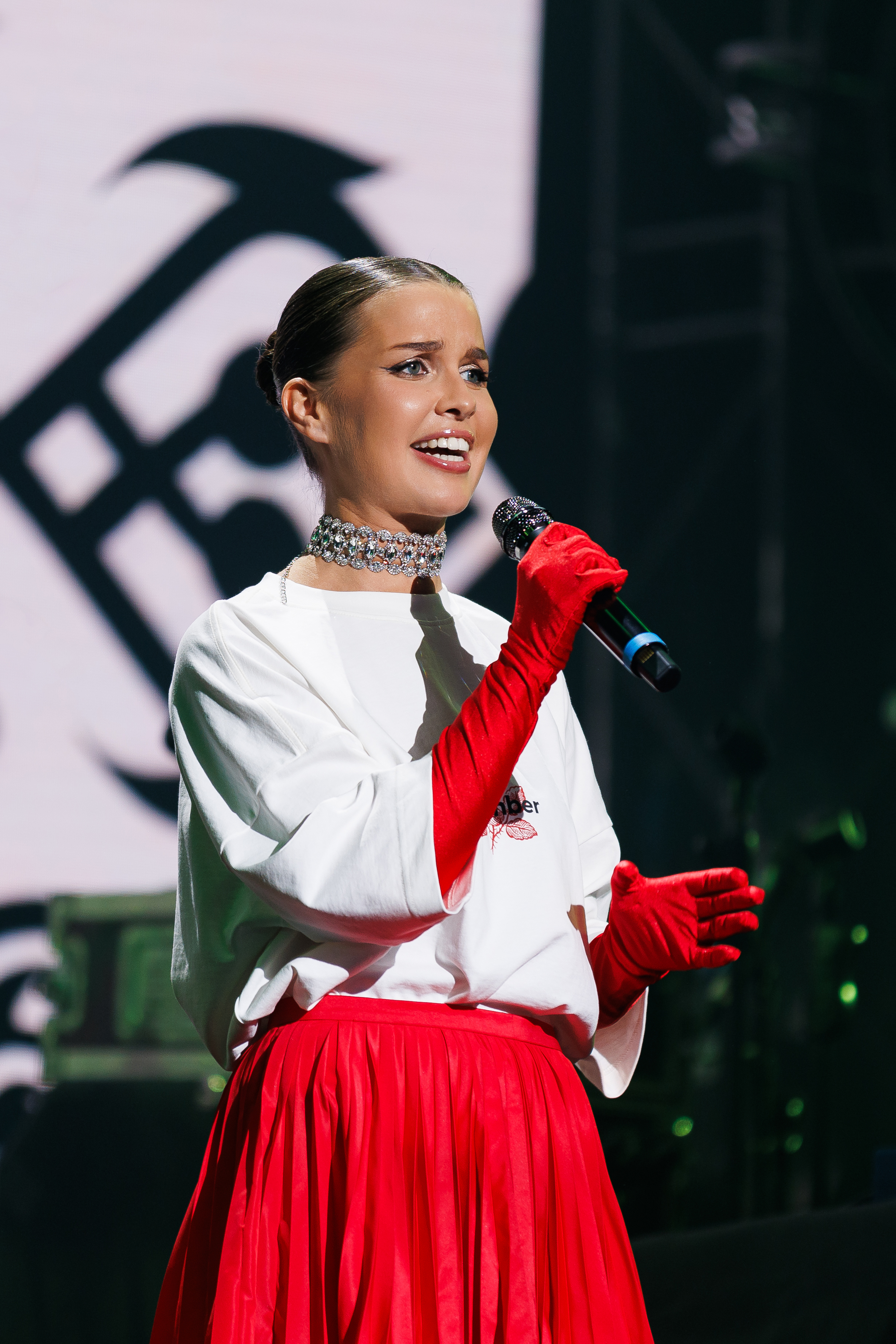
Tatiana Kourtoukova en représentation en décembre 2024

Elle interprète de la musique folklorique depuis l'école et participe à des expéditions folkloriques. Elle déclare s'intéresser à la musique depuis son plus jeune âge.
En 2008, elle remporte le Grand Prix du Troisième Festival-Concours de Création Enfantine et Jeunesse « Fenêtre sur l'Europe », qui se déroule à Saint-Pétersbourg. En 2009, elle participe au festival « Orlyata Rossii » à Touapse avec des chansons de guerre humoristiques et remporte également le Grand Prix. En 2014, elle devient lauréate du concours international « Printemps d’Optina » dans la ville de Kozelsk dans la région de Kalouga. En 2018, elle représente la région de Penza lors du concours « Nouvelle Étoile » sur la chaîne « Zvezda ». La même année, elle sort plusieurs chansons sous le pseudonyme TAiNA. 
En 2022, elle publie pour la première fois sous son propre nom les singles « Matouchka » et « Rousskaïa Zima », dont les paroles et la musique sont écrites par Piotr Andreïev. Elle interprète « Matouchka » lors de l'émission « Chansons de tout cœur » d'Andreï Malakhov sur la chaîne Rossia 1.
En 2023, elle sort les singles « Glaza », « Rodniki » et « Ya lioubila sokola ». En 2024, elle publie « Romachka-Vassiliok » et « Odnogo ». Cette même année, le single « Matouchka » atteint le top 10 sur Shazam, VK Music, Yandex Music et Apple Music.
Quant à son style de chanson patriote, Tatiana Sergueïevna Kourtoukova commente : « Nous ne cherchons pas à surfer sur une vague de patriotisme. En fait, la chanson est en partie provocante. Elle reconnaît que notre cher pays peut être une « épine » pour certains. Ce n’est qu’un constat de fait. Cependant, de nombreuses chaînes et stations de radio avaient peur de la diffuser. Puis « Matouchka » a été choisie par les auditeurs eux-mêmes. Ils ont créé tant de vidéos avec cette chanson qu’il est devenu évident qu’ils avaient besoin de cette vérité et de cet art pour exprimer leur opinion. ».
Le clip officiel de « Matouchka », publié sur YouTube en 2024, dépasse les 19 millions de vues. Une vidéo de sa performance sur la chaîne « Jark-Ptitsa » dépasse les 75 millions de vues,.

### Vie personnelle
En 2019, elle épouse Nikita Makeïev, un juriste spécialisé en droit international. De leur union naît une fille, Evnika, en 2023.
Tatiana Kourtoukova collectionne les costumes traditionnels russes. Depuis ses années étudiantes, elle participe à des expéditions folkloriques dans les villages et hameaux russes, où elle recueille des œuvres populaires et des costumes authentiques qu'elle utilise souvent dans ses performances scéniques.

## Discographie
- 2022 : « Matouchka »[33]
- 2022 : « Rousskaïa Zima »
- 2023 : « Glaza »
- 2023 : « Rodniki »
- 2023 : « Ya lyoubila sokola »
- 2024 : « Romachka-Vassiliok »
- 2024 : « Odnogo »
- 2024 : « U istoka, u ryeki » (EP)